# マシュギーアハ

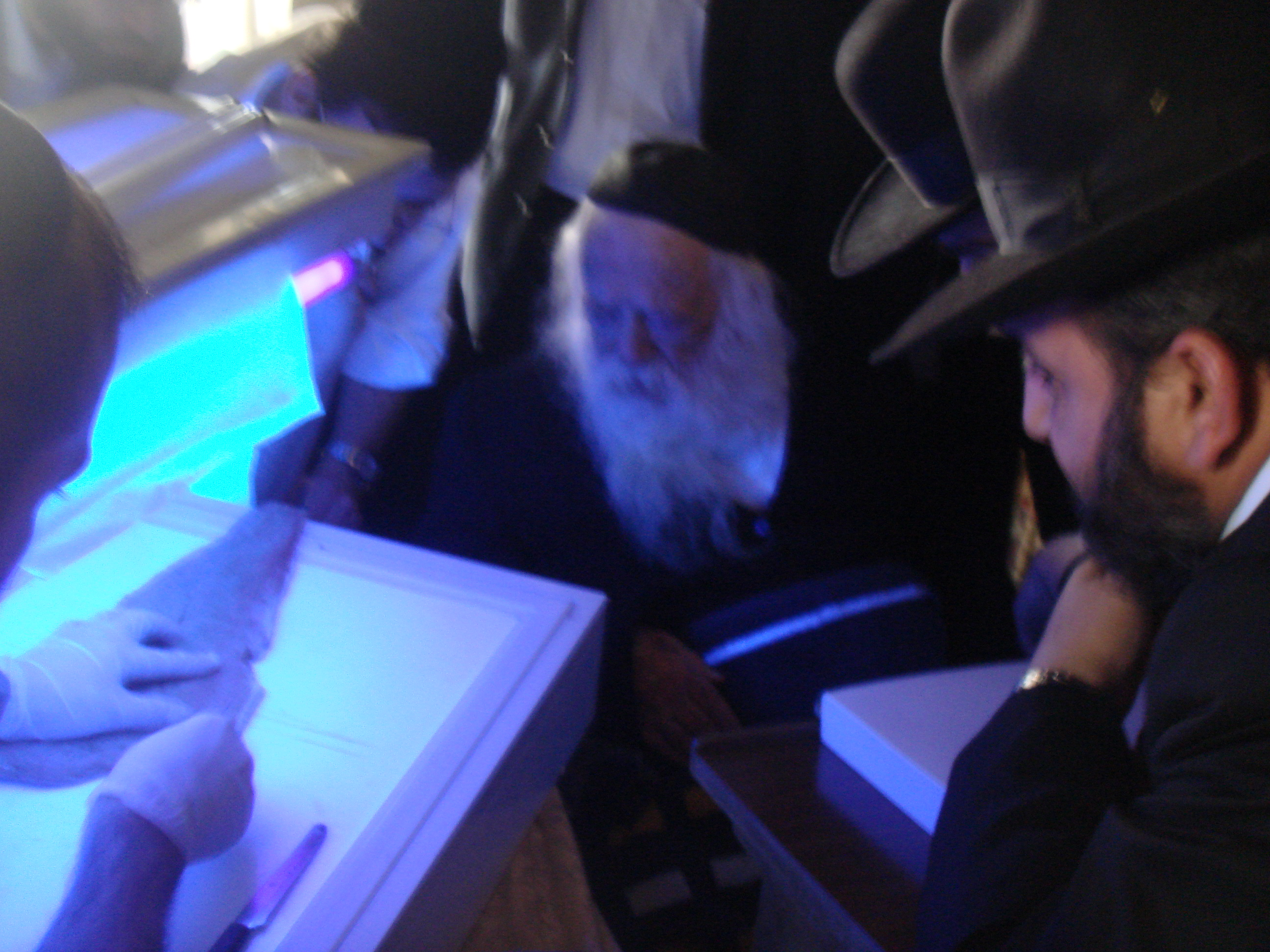

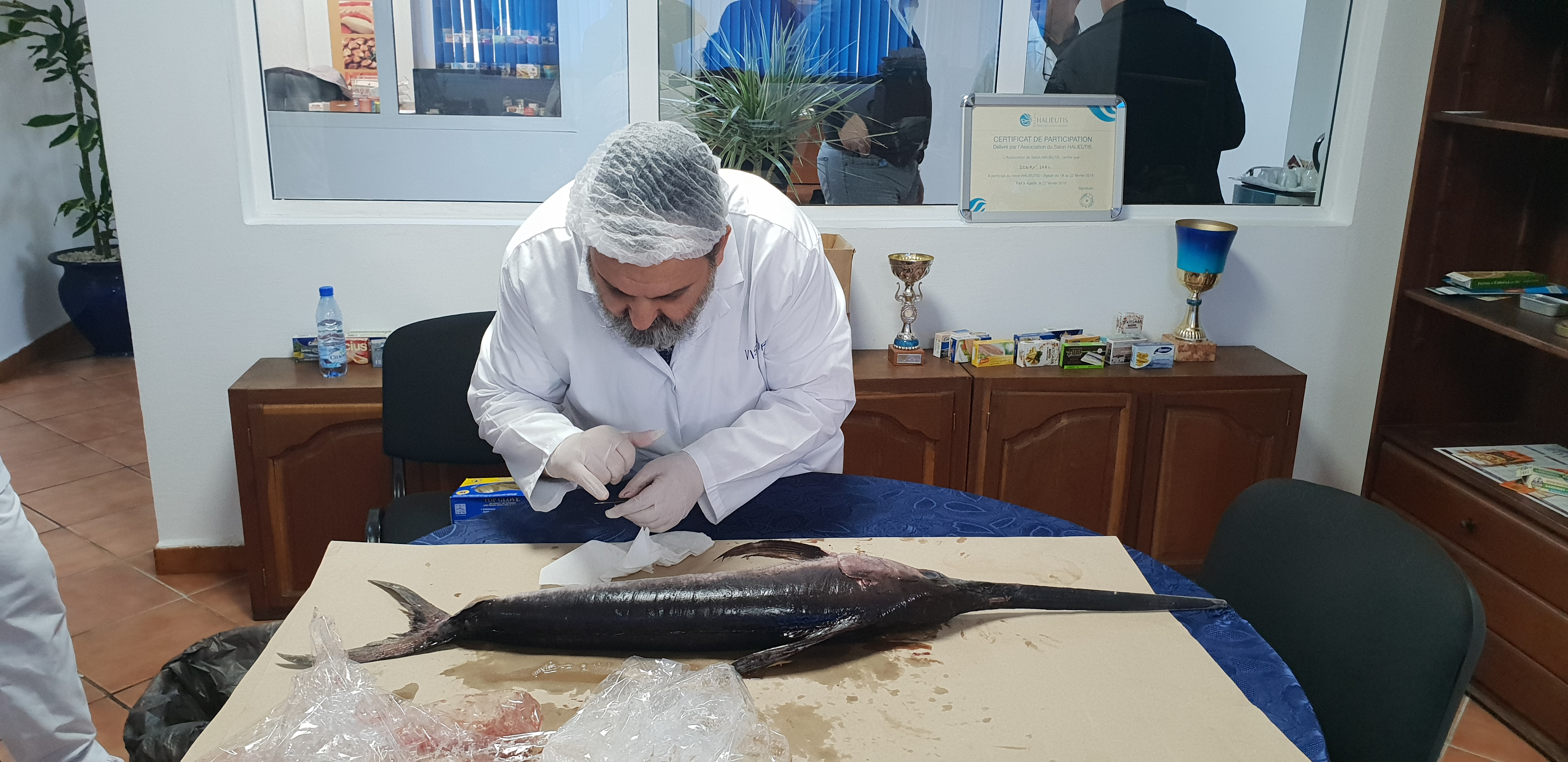

マシュギーアハ（מַשְׁגִּיחַ mašgīach）は、カシュルートを監視するための専門職の人。ショーメールとも。
肉屋、食堂、ホテルなどにおり、ヘフシェール（hekhsher）という証書を発行するなどの役割を持っている。